# Saint-Chaptes
Saint-Chaptes – miejscowość i gmina we Francji, w regionie Oksytania, w departamencie Gard.
Według danych na rok 1990 gminę zamieszkiwało 889 osób, a gęstość zaludnienia wynosiła 68 osób/km² (wśród 1545 gmin Langwedocji-Roussillon Saint-Chaptes plasuje się na 375. miejscu pod względem liczby ludności, natomiast pod względem powierzchni na miejscu 602.).